# Marcel Muzard
Pour les articles homonymes, voir Muzard.
Charles Henri Marcel Muzard dit Marcel Muzard (né le 20 février 1894 à Savigny-lès-Beaune (Côte d'Or) et décédé le 8 juillet 1966 à Dijon) est un athlète français, spécialiste du saut à la perche. 
Il participe au concours du saut à la perche des Jeux olympiques d'été de 1924. Auteur d'une performance de 3,40 m, il termine 11e de la compétition. 
Entre 1921 et 1927, il décroche 6 podiums aux championnats de France d'athlétisme sans jamais, toutefois, parvenir à remporter la compétition. Durant cette même période, il est sélectionné 9 fois pour représenter la France au saut à la perche dans divers matchs internationaux ainsi qu'aux Jeux olympiques. 

## Palmarès
| Date | Compétition     | Lieu  | Résultat | Épreuve          | Marque |
| ---- | --------------- | ----- | -------- | ---------------- | ------ |
| 1924 | Jeux olympiques | Paris | 11e      | Saut à la perche | 3,40 m |

| Date | Compétition            | Lieu     | Résultat | Épreuve          | Marque |
| ---- | ---------------------- | -------- | -------- | ---------------- | ------ |
| 1921 | Championnats de France | Colombes | 2e       | Saut à la perche | 3,50 m |
| 1922 | Championnats de France | Colombes | 2e       | Saut à la perche | 3,29 m |
| 1923 | Championnats de France | Paris    | 3e       | Saut à la perche | 3,33 m |
| 1924 | Championnats de France | Colombes | 3e       | Saut à la perche | 3,55 m |
| 1925 | Championnats de France | Colombes | 2e       | Saut à la perche | 3,50 m |
| 1926 | Championnats de France | Colombes | 5e       | Saut à la perche | 3,40 m |
| 1927 | Championnats de France | Colombes | 2e       | Saut à la perche | 3,50 m |

## Records
| Épreuve          | Épreuve   | Marque | Lieu    | Date |
| ---------------- | --------- | ------ | ------- | ---- |
| Saut à la perche | Plein air | 3,62 m | Inconnu | 1922 |